# Томаш Карчевський
Томаш Ян Карчевський (пол. Tomasz Jan Karczewski; бл. 1630 — 1691, Кротошин) — польський шляхтич, військовик, дипломат, урядник та посідач маєтностей в українських землях Королівства Польського. Представник роду Карчевських гербу Ясенчик.

## Життєпис
Народився бл. 1630 року. Представник роду Карчевських, дідичним володінням якої був Карчев у Черській землі.
1659 року за наказом коронного обозного Анджея Потоцького став учасником перемовин з представниками гетьмана Івана Виговського поблизу Білої Церкви, на зустріч з якими привіз запропоновані пункти Гадяцької угоди. В середині 1660 виставив власну волоську корогву у 75 коней. Брав участь у битві під Чудновом. Під час перемовин королівських послів з представниками Юрія Хмельницького разом з Вільчковським перебував як заручник у таборі козаків-гетьманців. 1663 року як посланець короля перебував у таборі гетьмана Павла Тетері в Чигирині. 25 травня 1672 року був послом сеймику у Вишні. 1674 року як представник Руського воєводства підписав вибір королем Яна ІІІ Собеського.
Посади (уряди), ранги (звання): холмський ловчий, сяніцький хорунжий (1663), чесник (1665), підстолій (згаданий 1677), підвоєвода (у 1664), хорунжий (у 1682) і підстароста (у 1689) львівський. З 6 лютого 1690 року — галицький каштелян. 1667 року мав ранг королівського полковника.
Фундатор монастиря у Берестечку: за одними даними — кармелітів босих, за іншими — тринітаріїв.
Посідав правом «доживоття» села Сокільники (також солтисство тут) і Скнилів (обидва у Львівській землі), солтиство у селі Поршна. Володів поселенням Крилів (нині Польща).[джерело?]
Помер у 1691 році в Кротошині під час повернення з Цепліць, був похований у костелі єзуїтів Львова.

### Сім'я
Перша дружина — Барбара Пшерембська. діти:
- сини Юзеф, Антоній, Стефан
- Йоанна — дружина Войцеха Лося
- Зузанна — дружина Александера Потоцького
- Маріанна — дружина житомирського старости Яна Прокопа Грановського (пол. Jan Prokop Granowski, гербу Леліва[5]).

Друга дружина — Елеонора Мневська (пол. Eleonora Mniewska, вдова Павела Гембіцького гербу Наленч).